# Montes Ilmen
Los montes Ilmen están situados al sur del conjunto de los Urales y marcan la frontera con Siberia. Se encuentran cerca de las localidades de Miass y Chebarkul, en el este de Rusia. Se extienden unos 41 kilómetros de norte a sur. El río Miass, de la cuenca del Obi, fluye a lo largo del flanco occidental del macizo en dirección el norte, aunque luego se vuelve hacia al este para formar el embalse de Argazi (102 km²), que es una de las mayores reservas de agua en los Urales meridionales, y abastece a la ciudad de Cheliábinsk. El río luego sigue su curso para desembocar en el río Iset, de 600 kilómetros de distancia. El flanco oriental del macizo es el borde de una zona de bosques y lagos.
Los montes Ilmen tienen una gran riqueza mineral, con más de 180 minerales diferentes presentes, entre ellos apatita, granate, topacio, fenaquita, circón, etc. Además, varios han sido descubiertos por vez primera en esta región montañosa, como la ilmenita, que lleva el nombre del lugar, la miaskita, llamado así por el río, la monacita, descubierto en 1824-1826, la cancrinita descubierta por Gustav Rose en 1839, la samarskita, etc. 
Los montes Ilmen están constituidos por granito, gneis (rocas ígneas y metamórficas). Las laderas están cubiertas de coníferas y abedules, los valles de praderas y pantanos. Su punto culminante es el monte Ilmen (Ilmentaou) que se eleva a 747 metros. El Ichkoul se eleva a 660 metros de altitud.
Al sur, los montes Ilmen terminan en el pequeño lago Ilmen (4,76 km², a 331 metros de altitud) y se extienden por las sierras del Koumas y del Irendyk, en la república de Baskortostán.   Entre las montañas Ilmen y el lago Ilmen, al pie de las montaña, pasa el ferrocarril Transiberiano.
En 2008, los montes Ilmen fueron incluidos en la lista indicativa del Patrimonio de la Humanidad de la UNESCO como bien natural.
La reserva natural del Ilmen cubre casi todo el territorio, unos 304 km² y una altitud media de 400-450 metros.

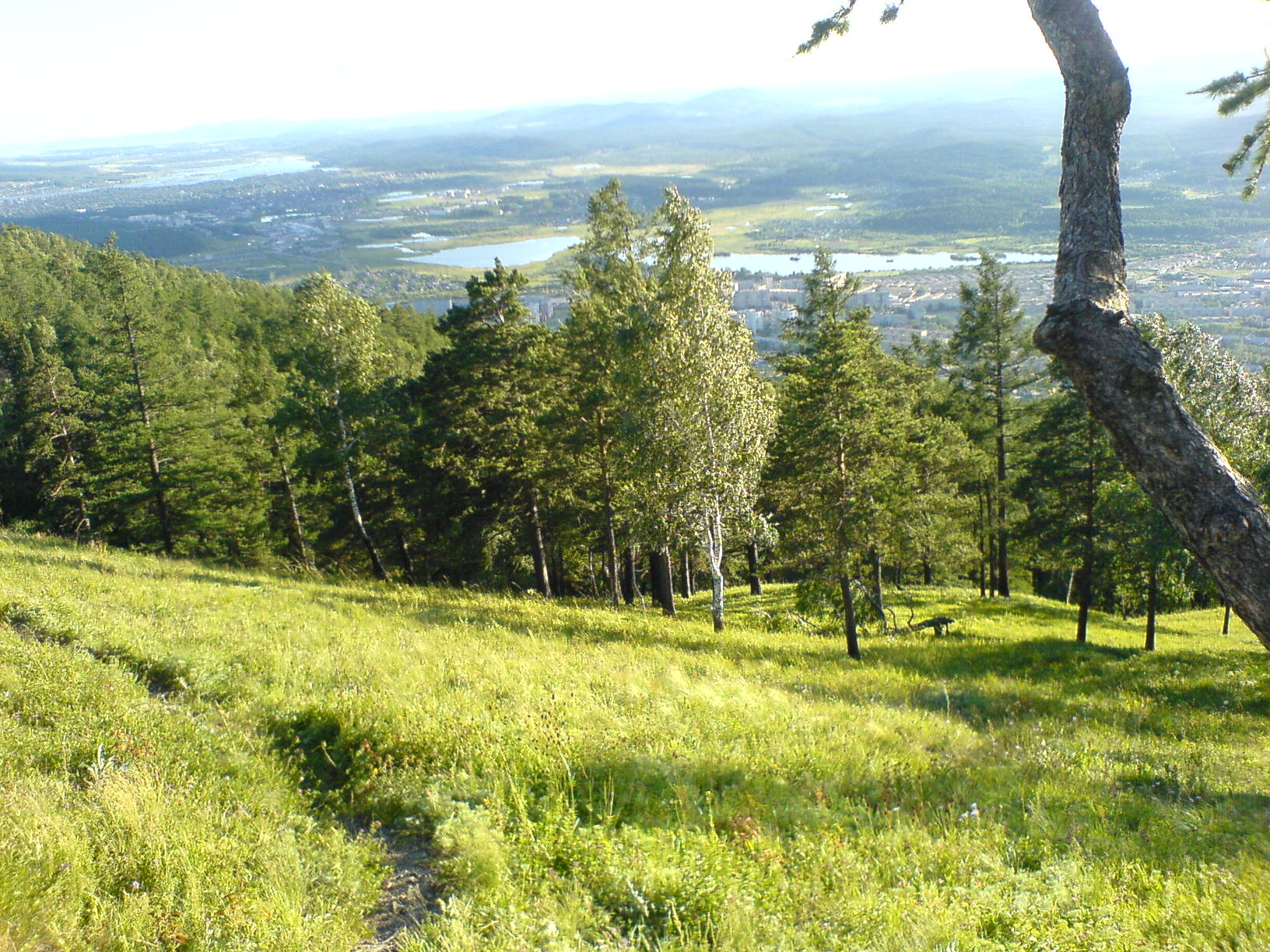
La villa de Miass vista desde los montes Ilmen